# Universidad de Ciencias Médicas de Holguín
La Universidad de Ciencias Médicas de Holguín (UCMHo), también conocida como Facultad de Medicina de Holguín "Mariana Grajales Coello", es una institución de educación superior cubana dedicada a la formación integral de profesionales de la salud. Forma parte del sistema de educación médica adscrito al Ministerio de Salud Pública de Cuba y se caracteriza por su enfoque en la calidad educativa, la investigación y la extensión universitaria, con un perfil humanista y solidario.

## Historia
La docencia médica en Holguín comenzó en 1965 con la inauguración del Hospital General "Vladimir I. Lenin", que albergó una Unidad Docente adscripta a la Universidad de Oriente, inicialmente para estudiantes del sexto año del área clínica, bajo la dirección del vicedirector docente del hospital, el Dr. Mariano Chávez.
En el curso 1967–1968, la facultad comienza como unidad docente dependiente de la Universidad de Oriente, con profesores provenientes de La Habana, Santiago de Cuba, especialistas residentes, posgraduados de los hospitales Lenin y Pediátrico "Octavio de la Concepción y de la Pedraja" de la ciudad de Holguín, y con relevante apoyo de especialistas de la antigua URSS.
En 1972–1973, se realizó el primer Fórum Científico de la unidad docente, que en 1973 se transformaría en Escuela de Medicina, asumiendo su dirección el Dr. Héctor Rodríguez Baxter. Se inicia la docencia con alumnos del área clínica (tercer a sexto año) procedentes de la Facultad de Medicina de Santiago de Cuba, con un total inicial de 34 alumnos, y aulas adaptadas en hospitales y policlínicos. 
Durante el curso 1975–1976, el Dr. Erwin Regis Simpson, como subdirector docente, continuó la transición que, con la creación del Ministerio de Educación Superior, llevó en el curso 1976–1977 a formalizar la Facultad de Medicina, en la cual fungió como decano UCMHO.
La facultad brindó apoyo metodológico a la unidad docente de la provincia de Las Tunas, graduando 22 médicos en 1980–1981, y 24 en 1981–1982, alcanzando un total de 832 médicos graduados. La matrícula del curso 1981–1982 fue de 984 estudiantes; con el nuevo ingreso del Departamento de Ciencias Médicas "Carlos J. Finlay", la matrícula ascendería a alrededor de 1 120 alumnos.
A lo largo del tiempo, se diversificaron la formación y la estructura académica: en 1985 se iniciaron residencias de médicos generales integrales (MGI) y la municipalización; en 1989, la licenciatura en Enfermería en modalidad diurna (48 estudiantes); en 2001, la enseñanza médica se universalizó en todos los municipios de la provincia; en 2003, se instauraron el internado profesionalizante y la carrera de Tecnología de la Salud; en 2004, se estableció el Policlínico Universitario y la carrera de Psicología; en 2005, comenzó la organización del NPFML; en 2006, se incorporó la formación de enfermería de 9.º a 11.º grado; y finalmente en 2010, fue oficializada como Universidad de Ciencias Médicas de Holguín.
Desde entonces, se ha logrado la acreditación de varias carreras y programas: en 2014, la Carrera de Medicina fue acreditada por la Junta de Acreditación Nacional; en 2015, la Carrera de Estomatología, la maestría en Educación Médica y la Universidad como institución fueron certificadas. En 2016, se implementó el Plan D para Medicina e Internado Vertical; en 2018, se inició un Programa de Formación de Ciclo Corto; en 2019, se evaluaron externamente seis especialidades médicas; en 2020, la institución participó activamente en respuesta a la pandemia de COVID-19 e implementó educación a distancia.

## Estatuto institucional y estructura
La UCMHo fue constituida oficialmente mediante la Resolución Ministerial 218/2009, el 15 de mayo de 2009, lo que marcó un nuevo hito al consolidarse como casa de altos estudios. Bajo su dependencia se encuentra la Facultad de Ciencias Médicas "Mariana Grajales Coello" y cuatro filiales en los municipios de Holguín, Banes, Mayarí y Moa. Esto la posicionó entre las tres instituciones universitarias médicas con mayor matrícula en el país, con más de 10 000 estudiantes y cerca de 38 000 graduados.
Para 2024, se estimaron más de 37 743 graduados, incluidos más de 2 600 estudiantes extranjeros de 69 nacionalidades; la institución fue situada como la tercera con mayor matrícula en Cuba, con 23 especialidades de postgrado acreditadas (21 con categoría de Excelencia y 2 Certificadas). En 2025, se reporta que la UCMHo alberga más de 7 900 estudiantes, cuenta con una facultad, cuatro filiales y dos sedes universitarias, y sigue promoviendo activamente la formación de posgrado y la investigación.

## Facultades, carreras y programas
La UCMHo ofrece una variedad de programas en formación de grado y posgrado:

### Carreras de pregrado
- Medicina
- Estomatología
- Licenciatura en Enfermería
- Psicología
- Tecnologías de la Salud:
  - Laboratorio Clínico (Bioanálisis clínico)
  - Imagenología y Radiofísica Médica
  - Óptica y Optometría
  - Rehabilitación en Salud
  - Nutrición
  - Higiene y Epidemiología
  - Logofonoaudiología
  - Sistema de Información en Salud

### Posgrado e investigación
La Universidad ha desarrollado varios programas de maestría y un programa doctoral en Ciencias Biomédicas Clínico-quirúrgicas con diversas líneas de investigación. La institución impulsa múltiples proyectos en áreas como seguimiento al cáncer, medicina natural y tradicional, sustitución de importaciones de equipamiento médico, mejoramiento de servicios sanitarios, atención materno-infantil, y proyectos interdisciplinarios de extensión universitaria.

## Acreditación y reputación
La carrera de Medicina fue acreditada en 2014 por la Junta de Acreditación Nacional; en 2015, se acreditaron Estomatología, la maestría en Educación Médica, y la Universidad como institución certificada. En esa misma tónica, muchas especialidades médicas contaban en 2024 con evaluaciones externas y acreditaciones de excelencia. La UCMHo mantiene una reputación de excelencia dentro del sistema de salud cubano.

## Extensión universitaria y vinculación comunitaria

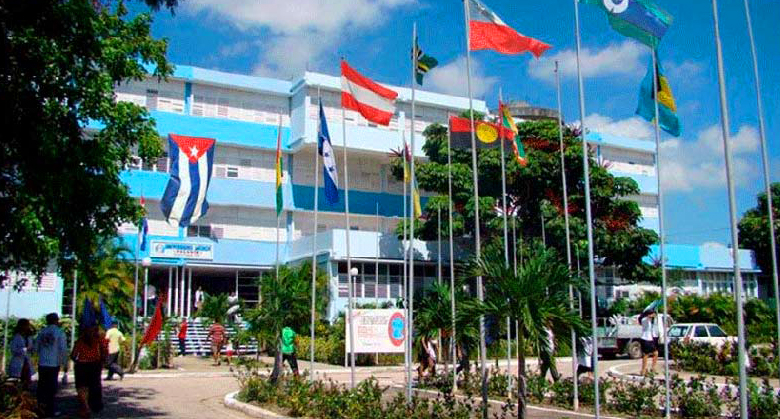
Sede de la UCMHo.

La comunidad estudiantil participa activamente en la comunidad a través de programas de pesquisa de enfermedades como el dengue, producción de alimentos, visitas a grupos vulnerables y otras actividades de impacto social. Los estudiantes han sido reconocidos con premios como el Premio del Barrio o la distinción Honrar Honra.

## Internacionalización
La UCMHo recibe estudiantes extranjeros, especialmente mediante la Escuela Latinoamericana de Medicina, con becarios africanos y de otras regiones completando su formación en Holguín.

## Innovaciones recientes
En 2025, la UCMHo inauguró su primer colegio universitario para estudiantes de onceno grado con alta trayectoria académica, quienes cursarán el duodécimo grado en la universidad y accederán directamente a Medicina o Enfermería sin examen de ingreso. Se ofrecieron 65 plazas para cada carrera, destinadas a estudiantes del sistema preuniversitario de los 14 municipios holguineros.